# توماس إف. هال
توماس فورست هول (بالإنجليزية: Thomas Forrest Hall)‏ (ولد في 17 ديسمبر 1939 في برانسدل) أميرال خلفي متقاعد في البحرية الأمريكية، شغل منصب مساعد وزير الدفاع لشؤون الاحتياط من 9 أكتوبر عام 2002 حتى عام 2009. عيَّنه الرئيس، ووافق مجلس الشيوخ الأمريكي على تعيينه، وشغل منصب المساعد الرئيسي لوزير الدفاع الأمريكي في جميع الشؤون المتعلقة بقوات الاحتياط في القوات المسلحة الأمريكية، البالغ عددها 1.2 مليون فرد. وكان مسؤولاً عن الإشراف العام على شؤون قوات الاحتياط في وزارة الدفاع.